# Richard Karn
Richard Karn est un acteur américain né le 17 février 1956 à Seattle, Washington (États-Unis).

## Filmographie
- 1990 : ABC TGIF (série TV) : Al
- 1991 : Papa bricole (Home Improvement) (série TV) : Al Borland
- 1995 : Picture Perfect (TV) : George Thomas
- 1996 : How to Host a BBQ with Richard Karn (TV) : Host
- 1996 : Chariots of the Gods? The Mysteries Continue (TV) : Host
- 1997 : Legend of the Mummy : Brice Renard
- 1999 : Une niche pour deux (The Pooch and the Pauper) (TV) : Agent Dainville
- 2001 : MVP 2: Most Vertical Primate : Ollie Plant
- 2001 : That '70s Show (série TV : Saison 4 épisode 5 : "Bye bye basement") : Théo
- 2002 : Sex and the Teenage Mind : Stanley Heitmeyer
- 2002 : Reality School : Victor Cayanne
- 2002 : Un chien du tonnerre (Air Bud: Seventh Inning Fetch) (vidéo) : Patrick
- 2008 : Les Copains des neiges (Snow Buddies) : Patrick
- 2014 : Un homme inquiétant (A Daughter's Nightmare) (TV) : Cameron
- 2015 : Le pays de Noël (Christmas Land) (TV) : Mason Richards (VF : Philippe Roullier)
- 2017 : Noël dans tes bras (Christmas in Mississippi) de Emily Moss Wilson (TV) : M. McGuire